# Partido del Pueblo Arubano
El Partido del Pueblo Arubano (Arubaanse Volkspartij/Partido di Pueblo Arubano) es un partido político demócrata cristiano en Aruba. 
En las elecciones de Aruba del 28 de septiembre de 2001, el partido ganó 26,7% de los votos populares y 6 de los 21 asientos en el parlamento. En las elecciones del 23 de septiembre de 2005, el partido ganó 32% de los votos populares o 8 de los 21 asientos. El partido del gobierno, aunque perdió votos, quedó en el poder. El partido AVP quedó en la oposición.
En las elecciones de 2009 obtuvieron el 48% de los votos y 12 de los 21 asientos del parlamento por lo que se convierten en el partido gobernante de Aruba.

## Resultados electorales
| Año  | Votos  | %     | Escaños | +/-         | Posición | Gobierno         |
| ---- | ------ | ----- | ------- | ----------- | -------- | ---------------- |
| 1951 | 4.510  | 35,32 | 8/21    |             | 1º       | Coalición        |
| 1955 | 2.533  | 17,57 | 3/21    | 5           | 2º       | Oposición        |
| 1959 | 4.899  | 28,31 | 6/21    | 3           | 2º       | Oposición        |
| 1963 | 5.668  | 29,32 | 6/21    | Sin cambios | 2º       | Oposición        |
| 1967 | 8.413  | 36,81 | 8/21    | 2           | 2º       | Oposición        |
| 1971 | 3.413  | 14,49 | 3/21    | 5           | 3º       | Oposición        |
| 1975 | 1.777  | 5,65  | 1/21    | 2           | 3º       | Oposición        |
| 1979 | 6.063  | 18,50 | 4/21    | 3           | 2º       | Oposición        |
| 1983 | 8.103  | 22,57 | 5/21    | 1           | 2º       | Oposición        |
| 1983 | 8.103  | 22,57 | 5/21    | 1           | 2º       | Oposición        |
| 1985 | 11.480 | 31,33 | 7/21    | 2           | 2º       | Coalición        |
| 1989 | 12.668 | 35,16 | 8/21    | 1           | 2º       | Oposición        |
| 1993 | 15.621 | 39,18 | 9/21    | 1           | 1º       | Oposición        |
| 1994 | 17.963 | 45,40 | 10/21   | 1           | 1º       | Coalición        |
| 1997 | 19.476 | 43,53 | 10/21   | Sin cambios | 1º       | Coalición        |
| 2001 | 12.749 | 26,58 | 6/21    | 4           | 2º       | Oposición        |
| 2005 | 16.725 | 32,59 | 8/21    | 2           | 2º       | Oposición        |
| 2009 | 26.476 | 48,03 | 12/21   | 4           | 1º       | Mayoría absoluta |
| 2013 | 33.103 | 57,28 | 13/21   | 1           | 1º       | Mayoría absoluta |
| 2017 | 23.376 | 39,86 | 9/21    | 4           | 1º       | Oposición        |
| 2021 | 18.335 | 31,26 | 7/21    | 2           | 2º       | Oposición        |
| 2024 | 17.876 | 32,21 | 9/21    | 2           | 1º       | Coalición        |